# Hawaiʻi ponoʻī

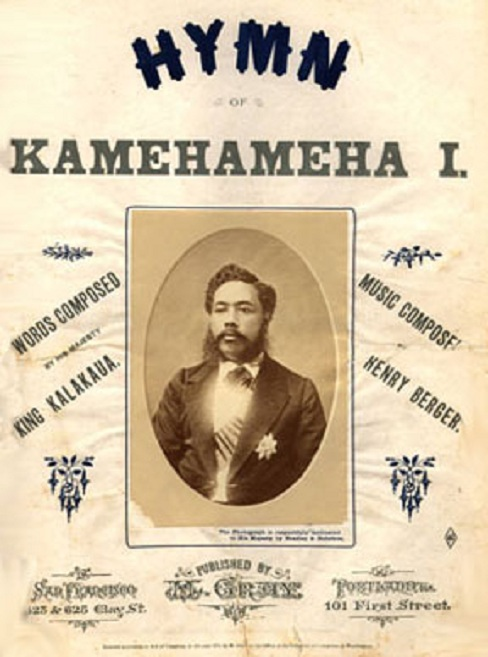
Couverture d'un livret

Hawai'i Pono'ī est l'hymne local de l'État américain d'Hawaï, après avoir été l'hymne national du royaume d'Hawaï avant son annexion par les États-Unis en 1898. Dans la langue hawaïenne, "Hawai'i Pono'ī" pourrait se traduire par "Vous les vrais fils d'Hawaï". 

## Histoire
Les paroles ont été écrites en 1874 par le roi Kalākaua Ier sur une musique composée par le capitaine Henri Berger, alors chef d'orchestre royal du roi. La mélodie rappelle "God Save the Queen" et l'hymne prussien "Heil dir im Siegerkranz". Il a été adopté comme hymne national en 1876, remplaçant la composition de la Reine Liliʻuokalani « He Mele Lāhui Hawai'i ».
L'hymne retrouve un statut officiel comme symbole de l'Hawaï lors de la révision des statuts voté par la législature de l'État en 1967 .

## Paroles
| Version officielle (en hawaïen) | Traduction en français |
| --- | --- |
| Hawai‘i pono‘ī Nānā i kou mō‘ī Ka lani ali‘i, Ke ali‘i Refrain Makua lani ē, Kamehameha ē, Na kaua e pale, Me ka ihe Hawai‘i pono‘ī Nānā i nā ali‘i Nā pua muli kou Nā pōki‘i Refrain Hawai‘i pono‘ī E ka lāhui e ‘O kāu hana nui E u‘i ē | Vous les vrais fils d'Hawaï, Soyez fidèle à votre roi, Votre seul chef au pouvoir, Votre maître et seigneur. Refrain Ô Père royal, Kamehameha, qui nous a protégés dans la guerre avec sa lance. Vous les vrais fils d'Hawaï, Regardez vos chefs, issus de notre même famille, nous leurs descendances. Refrain Vous les vrais fils d'Hawaï, Peuple au cœur fidèle, le seul devoir est se lever et endurer. |